# Еврейский центр Аушвиц в Освенциме
Еврейский центр Аушвиц в Освенциме − неправительственная организация, миссия которой − сохранить память об еврейской общине города Освенцим и просвещать об опасностях антисемитизма, расизма и других предрассудков, а также нетолерантности.
Центр управляет Еврейским музеем в Освенциме, освещающим историю местной еврейской общины, ухаживает за единственной сохранившейся синагогой в городе, синагогой Хевре Лоймдей Мишнайос, и домом Шимона Клюгера, последнего еврейского жителя Освенцима, в котором находится кафе Бергсон с выставочным залом и образовательным пространством.
Еврейский центр Аушвиц ухаживает за еврейским кладбищем в Освенциме, принадлежащим еврейской общине города Бельско-Бяла, которое доступно для посетителей.

## История
В 1995 году в Нью-Йорке был основан Фонд Еврейского центра Аушвиц с целью создания еврейского культурного и образовательного центра в городе Освенцим. Год спустя для выполнения этой задачи была создана дочерняя организация Образовательный Фонд Еврейского Центра (пол. Fundacja Edukacyjne Centrum Żydowskie) в Освенциме. В сентябре 2000 года Еврейский центр был официально открыт. С сентября 2006 года Центр входит в состав Музея еврейского наследия в Нью-Йорке.

## Деятельность

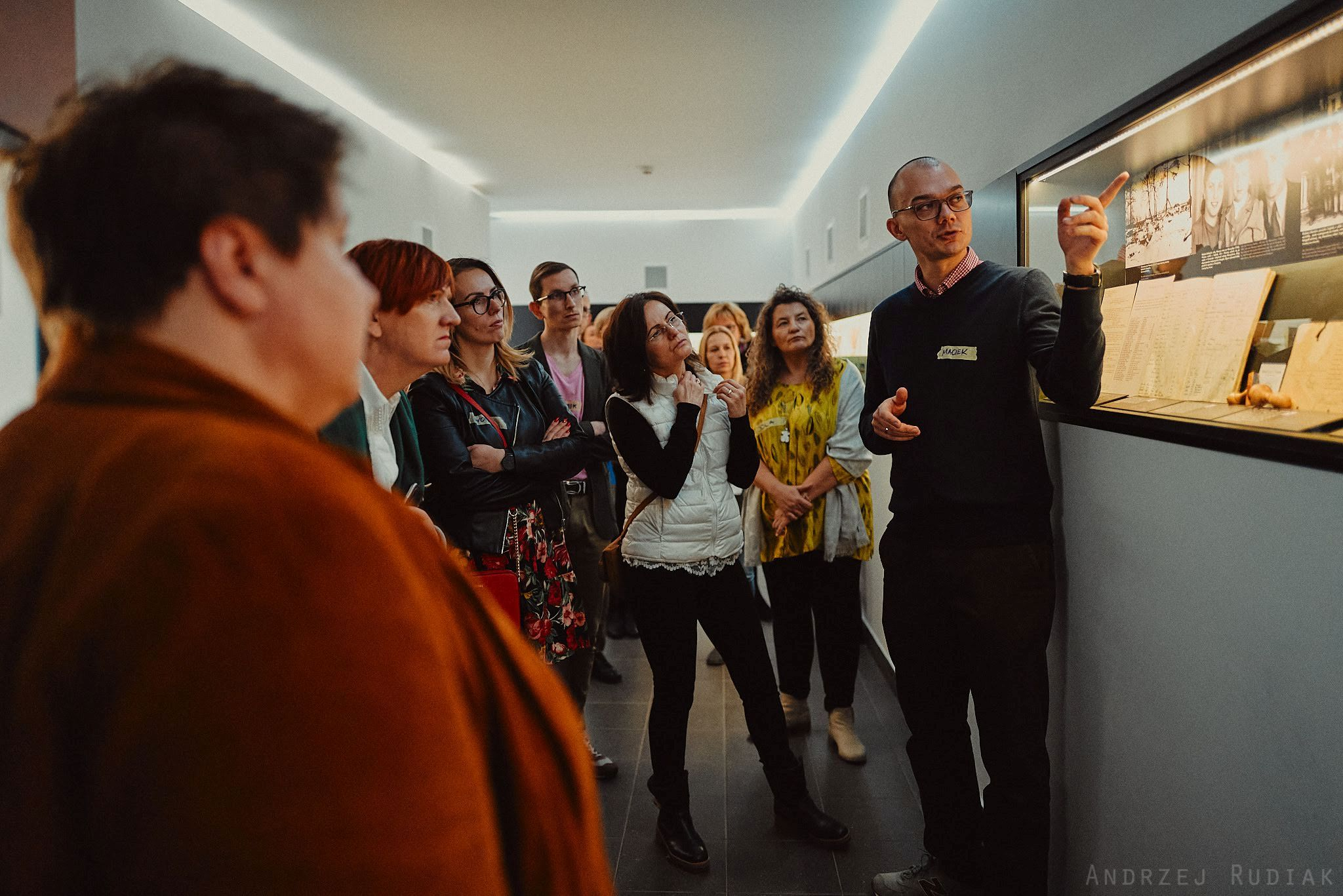
Посещение Еврейского музея в Освенциме

До Холокоста Освенцим был оживлённым городом с большим еврейским населением, синагогами, учебными заведениями, клубами, школами, магазинами и другими учреждениями. Евреи жили там веками и были активны во всех сферах жизни. Осталось лишь несколько следов их жизнедеятельности. Центр выполняет свою миссию, делая эти следы доступными для посетителей. Посетители могут насладиться экскурсиями с гидом по музею, а также, по городу.
Образовательные семинары по иудаизму, истории евреев в Освенциме и правам человека предлагаются для школьных групп из Польши и других стран. Для студентов, преподавателей и силовых структур подготовлены специальные учебные программы по истории Холокоста, а также современным предрассудкам и насилию на почве ненависти.

## Музей евреев
Музей евреев расположен в здании, соседствующем с синагогой, которое ранее принадлежало семьям Корнрайх и Даттнер. Постоянная экспозиция называется «Ошпицин. История еврейского Освенцима» и представляет более 400 лет еврейского существования в Освенциме с помощью фотографий, архивных документов, исторических экспонатов и мультимедиа, в том числе записанных рассказов бывших жителей Освенцима.

## Исторические артефакты

### Экспонаты из Великой синагоги

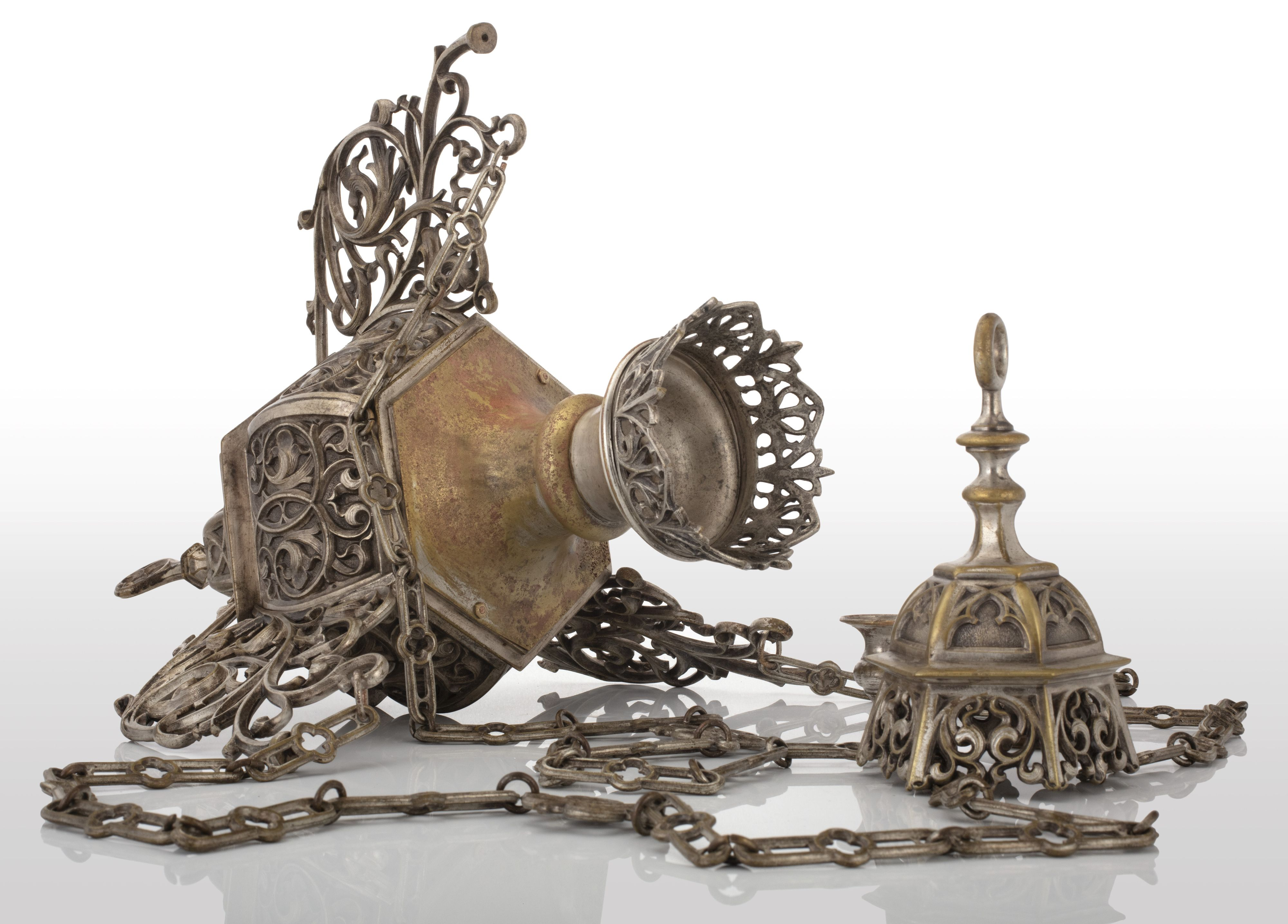
Лампа Нер Тамид из Большой синагоги в Освенциме

В музее истории евреев выставлены предметы, найденные во время раскопок, проведённых в 2004—2005 годах на территории разрушенной Великой синагоги в Освенциме. Работа была проведена группой археологов из Университета Николая Коперника в Торуни под руководством доктора Малгожаты Групы, в ходе которой команда обнаружила более 400 элементов внутреннего убранства синагоги. Впоследствии эти предметы были отреставрированы и занесены в каталог, как часть коллекции музея истории евреев.
Нер Тамид (в пер. с ивр. вечный свет) был найден вместе с другими предметами во время археологических работ, проведённых в районе Великой синагоги на улице Бёрка Йоселевича в 2004 году. Лампу чаще всего вешали над Ароном Кодешем или рядом с ним (ранее в нише на западной стене синагоги) и зажигали независимо от того, пуста синагога или закрыта. Эта традиция призвана напомнить о постоянно освещённой меноре в древнем Иерусалимском храме.

### Реестр выживших
Реестр евреев, проживающих в Освенциме, вёлся местным Еврейским комитетом, созданным в апреле 1945 года. В записную книжку включены имена нескольких сотен евреев, переживших Холокост и вернувшихся в Освенцим. Большинство людей, имена которых были включены в реестр, оставались в Освенциме лишь на короткое время. В список вошли как довоенные жители города, так и выжившие из других районов. Реестр был составлен Мориси Боднером, президентом Комитета.

## Иконография

### Снимки и документы еврейской общины

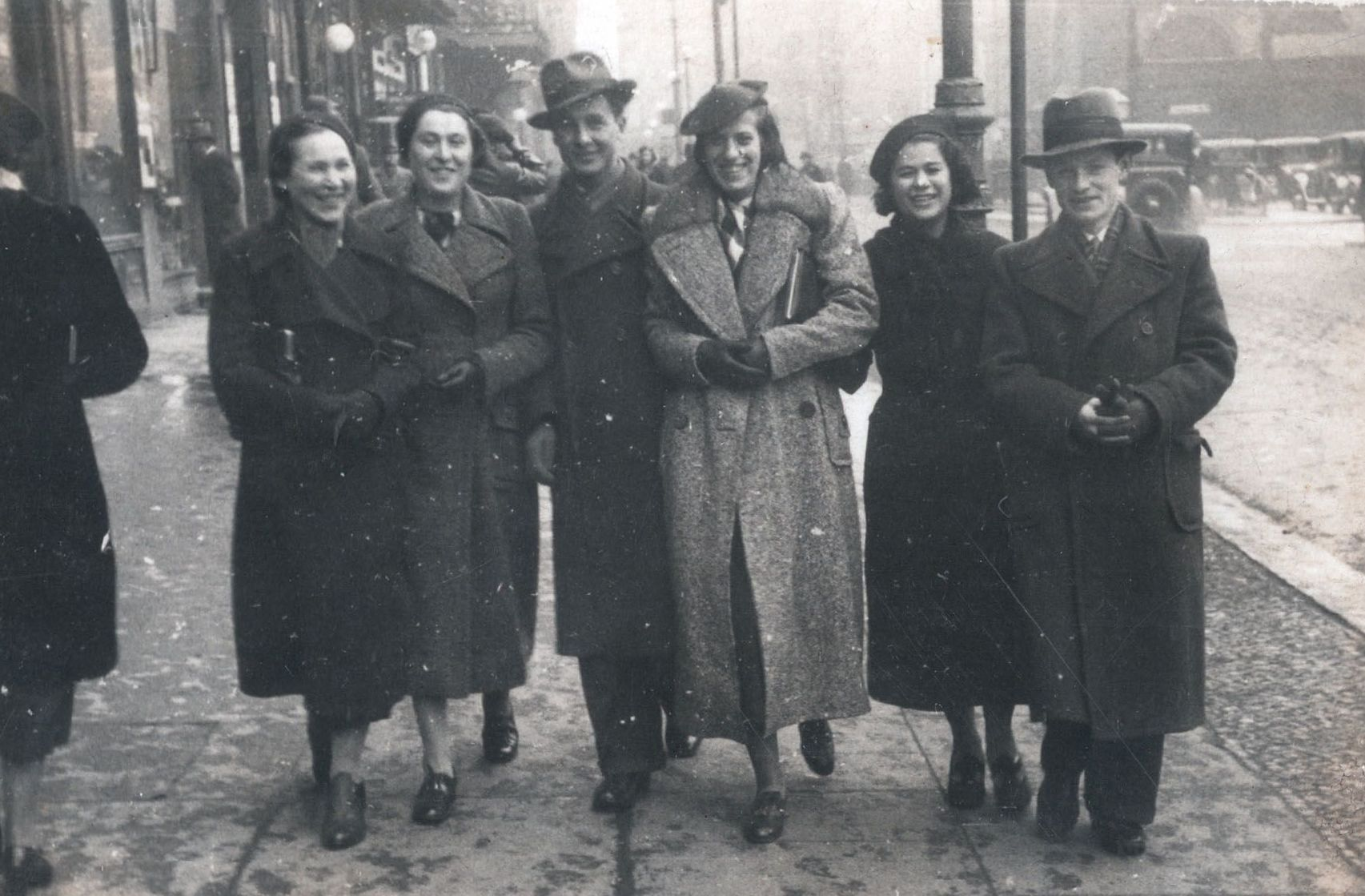
Фотографии жителей Освенцима

Коллекция музея также включает фотографии еврейских и польских жителей довоенного Освенцима, письма, написанные членами общины, сертификаты, разрешения и другие архивные материалы, документирующие жизнь общины Освенцима до войны. До того, как Аушвиц и город Освенцим стали символом Холокоста, это был обычный польский город, в котором евреи жили с начала XVI века. В годы, предшествовавшие Второй мировой войне, большинство (около шестидесяти процентов) жителей Освенцима были евреями; последующие поколения внесли свой вклад в богатую и многослойную местную культуру. Немногие пережили войну или вернулись в город. Коллекции Еврейского музея направлены на то, чтобы познакомить людей с историями довоенной еврейской общины с помощью фотографий, документов и записанных свидетельств выживших.

## Синагога

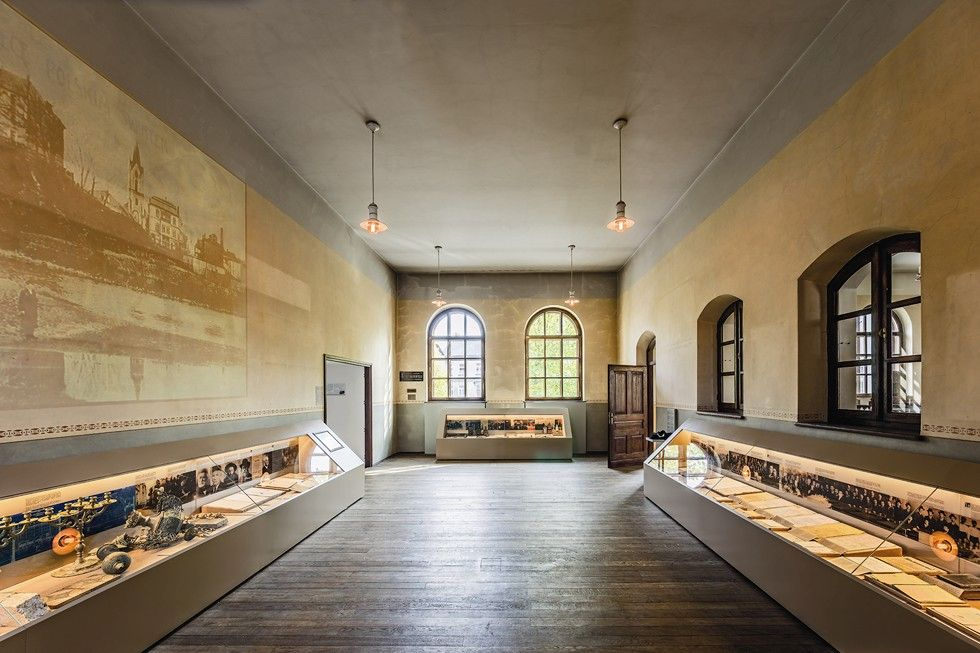
Интерьер синагоги - выставка

Хевре Лоймдей Мишнайос − единственный еврейский молитвенный дом в Освенциме, сохранившийся до наших дней (до войны в городе и его окрестностях функционировало около двадцати).
Его строительство началось примерно в 1913 году, и он выполнял свои функции в межвоенный период до 1939 года. Во время войны гитлеровские оккупанты разрушили внутреннее убранство синагоги и использовали её как склад боеприпасов. После войны небольшая группа переживших Холокост снова использовала синагогу для молитв. Во времена Польской Народной Республики здание было частично заброшено, а затем превратилось в склад ковров. Последний выживший в Освенциме, живущий в Освенциме, Шимсон Клейгер, приложил усилия, чтобы сохранить здание и провести кампанию за его ремонт и реставрацию. В 2000 году синагога была вновь открыта после реконструкции. Сегодня Освенцимская синагога не имеет ни собственного раввина, ни конгрегации верующих, но остаётся единственным еврейским местом религиозного поклонения рядом с бывшим концлагерем Освенцим, служащим на разовой основе местом молитвы, размышлений и воспоминаний.

## Дом Клюгера
За Освенцимской синагогой находится 100-летний дом, в котором до войны жила еврейская семья Клюгер. Только трое из их детей пережили Холокост, в том числе Шимсон Клyйгер (1925—2000), который с 1961 года до своей смерти снова жил в семейном доме. Затем здание было передано его наследниками в дар Еврейскому центру Освенцима, который в 2013 году провёл капитальный ремонт и переоборудовал его в кафе-музей «Кафе Бергсон», вместе с учебным и выставочным пространством. Оригинальная входная дверь со следами мезузы была сохранена, а исторические элементы здания внутри были выставлены напоказ. В кафе Бергсон осуществляются культурные и образовательные проекты как о прошлом Освенцима, так и о современной теме прав человека и окружающей среды.